# 小林沙苗
小林 沙苗（こばやし さなえ、1980年1月26日 - ）は、日本の声優、女優。静岡県浜北市（現浜松市浜名区）出身。シグマ・セブン、シグマ・セブンフェイス所属。

## 経歴
幼稚園の頃から人前で何かをする仕事がしたかった。
小学校低学年の時にテレビを見て当時流行していた光GENJIに魅せられてそのうちドラマ、映画を見るようになり、地元を回る劇団の演劇鑑賞会で公演されていた舞台にも興味を持ち、「いったい台本ってどんなものだろう」「演じるってどんな感じだろう」と憧れていた。
子供の頃に学芸会に出たことでも「芝居がしたい」と考えるようになり、それを両親に相談したところ「地元の劇団に入ったら?」と言われてプロを目指す者がいる地元、遠州地方の劇団で活動。高校2年生のときに初舞台。
進路を考える時期に公演はしても地方での活動には限界があり、両親は猛反対していたが、小林はプロの役者になりたいと思っていた。
演劇のメッカである下北沢の劇場でプロデュース公演を行うという機会があり、1999年に初めて東京公演を行った。
当時ぷろだくしょんバオバブのマネージャーを務めていた声優のたてかべ和也がその東京公演を観覧した際、小林の演技力の高さを評価して声の仕事をしないかとスカウトしたことが、この業界へと入るきっかけとなった。短期大学生だった小林は東京で芝居をやりたいと考えており、小中学生のときに流行していたテレビアニメ『美少女戦士セーラームーン』が好きだったため、声優の存在や人気は知っており、「すごく楽しそうだな」という印象はあった。小林はこれもチャンスだと決断、最終的には両親も賛成してくれたという。
声優としての初仕事は外画の吹き替え。
デビュー当初は地元の短大に通っていたこともあり、地元から東京へ新幹線通勤していたが（主に洋画の吹き替えやPCゲーム関連の仕事）、短大卒業後に東京に引越して本格的に声優活動をするに至った。
2015年6月1日、ぷろだくしょんバオバブからシグマ・セブンへと移籍。

## 人物
特技は剣道初段、毛筆5段、硬筆特待生。趣味は洋舞、水彩画、グラフィックデザイン、スキューバダイビング、ダンス、映画鑑賞。吹き替えではセレーナ・ゴメス、ミーシャ・バートン、ハ・ジウォンなどを持ち役としている。

### 交友関係
誕生日を祝ったり、一緒に東京ディズニーランドに行った松来未祐や、『D.Gray-man』などで共演している伊藤静と名前で呼び合っており、親交を深めている。また『いちご100%』で共演した豊口めぐみ、能登麻美子、水樹奈々とも、「いちご会」を結成し、親交を深めている。

### エピソード
『いちご100%』では北大路さつき役の声を演じたが、小林は当初、西野つかさ役のオーディションを受けていた。逆に、つかさ役の声を演じた豊口めぐみはさつき役のオーディションを受けていた。また、『魔法少女リリカルなのはA's』では闇の書の意志 / リインフォース役の声を演じたが、シグナム役のオーディションも受けていた。逆にシグナム役の清水香里は、闇の書の意志 / リインフォースのオーディションを受けていた。
『サクラ大戦V 〜さらば愛しき人よ〜』のジェミニ役はオーディションを受けて選ばれた。広井王子が「『サクラ大戦』の新作のヒロインを探している」と松野太紀に話しているときに彼女の名前が挙げられ、広井と松野との食事会に誘われて顔合わせをしたのがきっかけとなっている。オーディションを受ける前から主題歌『檄!帝国華撃団』の存在は知っており、「有名なタイトルの新作のヒロインなんだな」と印象を受けた。先に演じた『サクラ大戦V EPISODE 0〜荒野のサムライ娘〜』のジェミニは演技するときは分かりやすく苦労は無かったが、『サクラ大戦V』では掃除人をしながら紐育歌劇団・星組に憧れる状態だったため、苦労していた。これまで演じた明るい役の中でもジェミニの存在はかなり大きく、演じていると浄化されるという。本来アフレコ後も役を引きずるタイプではないが、ジェミニを演じるとその後も何となく気持ちがいいと語っている。

## 出演
太字はメインキャラクター。

### テレビアニメ
2000年
- サイボーグクロちゃん（京子）
- はじめの一歩（2000年 - 2003年、間柴久美、女子生徒） - 1シリーズ + 特別編
- ブギーポップは笑わない Boogiepop Phantom（如月真名花）

2001年
- 旋風の用心棒（田野倉美雪、ラジオDJ）
- 激闘!クラッシュギアTURBO（2001年 - 2002年、凪島フウコ、金龍大）
- Cosmic Baton Girl コメットさん☆（有希先生、ミラ、太一、店員、女の子）
- ジャングルはいつもハレのちグゥ（グゥ〈大〉）
- ジーンシャフト（フミ、カレン、レジスタ・リリィ、研究者C）
- それいけ!アンパンマン（コン子ちゃん）
- ナジカ電撃作戦（海槻玲奈、ヒューマリオンZK）
- ニャニがニャンだー ニャンダーかめん（女性キャスター）
- ヒカルの碁（2001年 - 2003年、塔矢アキラ）
- よばれてとびでて!アクビちゃん（藤原エリカ、三宅マサヒロ）

2002年
- アクエリアンエイジ Sign for Evolution（トカゲダークロア）
- アソボット戦記五九（ルルカ）
- キ・ファイターテラン（ラミ、ボールボーイ、オウム）
- クレヨンしんちゃん（2002年 - 2022年、リサ・アスピリン、店員、あいちゃんママ）
- 真・女神転生Dチルドレン ライト&ダーク（サヤ）
- 東京アンダーグラウンド（アル）
- 東京ミュウミュウ（部員）
- 花田少年史（加奈）
- ぱにょぱにょデ・ジ・キャラット（人魚の子、シェリー、子猫A）
- ヒートガイジェイ（アントニア・ベルッチ）
- ぷちぷり*ユーシィ（街娘B）
- 炎の蜃気楼（女子生徒B）
- 魔王ダンテ（宇津木沙織）

2003年
- AVENGER（クープ）
- 明日のナージャ（ロベルタ）
- アストロボーイ・鉄腕アトム（ミドリ先生）
- E'S OTHERWISE（明日香＝篤川）
- カレイドスター（エージェント）
- 京極夏彦 巷説百物語（おぎん）
- ギルガメッシュ（御室風子）
- GetBackers-奪還屋-（水野真紀）
- 魁!!クロマティ高校（女性）
- ソニックX（クリス〈クリストファー・ソーンダイク〉）
- ダイバージェンス・イヴ（スサーナ・ブルースタイン、オペレーター）
- D・N・ANGEL（福田律子）
- ななか6/17（雨宮の母、ケミカルケミ子 他）
- PAPUWA（コタロー / ロタロー、津軽ジョッカー）
- マーメイドメロディー ぴちぴちピッチ（2003年 - 2004年、マリア、レディ・バット、フクちゃん） - 2シリーズ
- 魔探偵ロキRAGNAROK（比良坂弥生）
- 魔法遣いに大切なこと（菊池ハル）
- ヤミと帽子と本の旅人（リリス）
- ワンダーベビルくん（良太のママ）

2004年
- エリア88（キトリ・パルヴァーネフ）
- エルフェンリート（にゅう/ルーシー/DNAの声）
- げんしけん（2004年 - 2007年、北川） - 2シリーズ
- 最遊記RELOAD（金閣、銀閣）
- じゃがいぬくん（いもむし、はりぽてと）
- 蒼穹のファフナー（カノン・メンフィス）
- 変身3部作（スカーレット・チャーチ / シスターレイヤー、桂木洋子） - 3シリーズ
- 忘却の旋律（遠音・レクイエム）
- ポケットモンスター アドバンスジェネレーション（2004年 - 2005年、ミリ、サヨリ、ケイマ、コゴミ）
- 舞-HiME / 舞-乙HiME（2004年 - 2005年、尾久崎晶） - 2シリーズ
- MADLAX（マドラックス）
- みさきクロニクル〜ダイバージェンス・イヴ〜（スサーナ・ブルースタイン）
- 美鳥の日々（滝口由真）
- 遊☆戯☆王デュエルモンスターズGX（2004年 - 2008年、天上院明日香）

2005年
- いちご100%（北大路さつき）
- 英國戀物語エマ（2005年 - 2007年、エレノア・キャンベル） - 2シリーズ
- 学園アリス（園生要）
- ガラスの仮面（北島マヤ）
- 創聖のアクエリオン（紅麗花）
- ツバサ・クロニクル（2005年 - 2006年、星火） - 2シリーズ
- NARUTO -ナルト-（ふうまササメ）
- BUZZER BEATER（チャチェ）
- 魔法少女リリカルなのはA's（闇の書の意志〈リインフォース〉 / 闇の書の闇、リインフォースII）
- 雪の女王 〜THE SNOW QUEEN〜（カーレン）
- LOVELESS（目渚）

2006年
- N・H・Kにようこそ!（柏瞳）
- Ergo Proxy（デダルス・ユメノ、ドロシー）
- ザ・サード 〜蒼い瞳の少女〜（パイフウ）
- 地獄少女 シリーズ（2006年 - 2008年、新田紀和子、新山美和） - 2シリーズ
- 少年陰陽師（藤原彰子）
- スパイダーライダーズ 〜オラクルの勇者たち〜（2006年 - 2007年、ビーナス、アクーネ） - 2シリーズ
- D.Gray-man（2006年 - 2008年、アレン・ウォーカー、ヤコブ）
- .hack//Roots（エンダー / パイ）
- 半分の月がのぼる空（与謝野美紗子）

2007年
- エル・カザド（ナターリア）
- 灼眼のシャナ シリーズ（2007年 - 2012年、“戯睡郷”メア） - 2シリーズ
- DARKER THAN BLACK -黒の契約者-（石崎香那美）
- 地球へ…（フィシス、レティシア）
- 桃華月憚（リリス）
- のだめカンタービレ（三木清良）
- BACCANO! -バッカーノ-（エニス）
- BUZZER BEATER（日本テレビ版）（チャチェ）
- まじめにふまじめ かいけつゾロリ（ノシシ〈代役〉）
- 湾岸ミッドナイト（嶋田るみ）

2008年
- レンタルマギカ（石動朔夜）
- イナズマイレブン（2008年 - 2012年、雷門夏未 / 円堂夏未、ギュエール、土方〈弟〉） - 3シリーズ
- 銀魂（レイ）
- スケアクロウマン（ベアベア、悪ガキ、男の子B）
- 夏目友人帳（2008年 - 2024年、夏目レイコ、女子高生ニャンコ先生） - 7シリーズ
- ネオ アンジェリーク Abyss（ロウキ）
- のらみみ2（ケン坊）
- 破天荒遊戯（ラゼル・アナディス / ラゼンシア・ローズ）
- バンブーブレード（キャリー西川）
- ペルソナ 〜トリニティ・ソウル〜（二階堂映子、神郷慎〈幼少期〉）
- マクロスF（キャサリン・グラス、次回予告ナレーション）
- 魔人探偵脳噛ネウロ（本城刹那）
- ヤッターマン（第2作）（2008年 - 2009年、ヤンヤン、バケル）
- 我が家のお稲荷さま。（豆翡翠）

2009年
- エレメントハンター（アリー・コナリー）
- クイーンズブレイド 玉座を継ぐ者（マリア）
- 獣の奏者 エリン（イアル〈少年〉）
- 絶対可憐チルドレン（パティ・クルー）
- DARKER THAN BLACK -流星の双子-（石崎香那美〈声〉）
- ねぎぼうずのあさたろう（あんずのおみよ）
- RIDEBACK -ライドバック-（依田恵）

2010年
- 会長はメイド様!（兵藤なぎさ）
- 屍鬼（長谷川ちよみ） ※TV未放映話
- デュラララ!!（2010年 - 2016年、矢霧波江） - 4シリーズ
- ドラえもん（テレビ朝日版第2期）（2010年 - 2021年、みち子、パパ〈少年〉）
- のだめカンタービレ フィナーレ（三木清良）
- ハートキャッチプリキュア!（演劇部員）

2011年
- たまごっち!（おくがたっち）

2012年
- アクエリオンEVOL（スオミ・コネピ）
- アクセル・ワールド（能美征二 / ダスク・テイカー）
- 超訳百人一首 うた恋い。（弘子）
- LUPIN the Third -峰不二子という女-（アイシャ）

2013年
- カーニヴァル（ミネ）
- 新世界より（岡野）
- THE UNLIMITED 兵部京介（パティ・クルー）
- 名探偵コナン（2013年 - 2024年、高森ジャスティン、遠堂深美、出川みゆき、井上奈々子）

2014年
- 暁のヨナ（シンア〈幼少期〉）
- キャプテン・アース（毬村マオ）
- 月刊少女野崎くん（キャシー）
- ストライク・ザ・ブラッド（暁深森）
- 世界征服〜謀略のズヴィズダー〜（鹿羽椿）
- ハピネスチャージプリキュア!（氷川まりあ / キュアテンダー）
- ハマトラ（幼いレシオ）
- 僕らはみんな河合荘（住子）

2015年
- 金田一少年の事件簿R（第2期）（丸谷留奈）
- 蒼穹のファフナー EXODUS（羽佐間カノン）
- 探偵チームKZ事件ノート（彩のママ）
- レーカン!（保険医）

2016年
- 大家さんは思春期!（佐々木健吾、おばさん、アサミ）
- Occultic;Nine -オカルティック・ナイン-（相模少年、アナウンサーA）
- 昭和元禄落語心中（2016年 - 2017年、菊比古 / 八代目有楽亭八雲〈幼少時〉） - 2シリーズ
- ジョジョの奇妙な冒険 ダイヤモンドは砕けない（女子生徒）
- 文豪ストレイドッグス（佐々城信子）
- 遊☆戯☆王ARC-V（2016年 - 2017年、天上院明日香）

2017年
- 鬼灯の冷徹（イザナミ）
- 牙狼〈GARO〉-VANISHING LINE-（エニス）
- Fate/Apocrypha（アインツベルンの聖女）

2018年
- ポチっと発明 ピカちんキット（2018年 - 2019年、エイジ母、マッハ）
- Cutie Honey Universe（ファイアークロー）
- ハッピーシュガーライフ（女店長）
- イナズマイレブン アレスの天秤（2018年 - 2019年、空野礼文、雷門夏未） - 2シリーズ
- 京都寺町三条のホームズ（滝山利休）
- CONCEPTION（ミレイ、ライブラ）
- ソードアート・オンライン アリシゼーション（2018年 - 2020年、神代凛子） - 3シリーズ

2019年
- どろろ（お梅）
- 約束のネバーランド（レスリー）

2020年
- カードファイト!! ヴァンガード外伝 イフ-if-（小茂井シンジ）
- 炎炎ノ消防隊 弐ノ章（ナタクの母）

2021年
- セスタス -The Roman Fighter-（ロクサーネ、女将）
- やくならマグカップも（車内アナウンス、磯村莉佳）
- ゲッターロボ アーク（ドクター）
- NIGHT HEAD 2041（霧原直美）
- ヴィジュアルプリズン（琴美 / 結希琴美、アンジュの祖母）

2022年
- 真・一騎当千（魯粛子敬）
- ニンジャラ（ルーシーの母、少年）
- 聖剣伝説 Legend of Mana -The Teardrop Crystal-（カシンジャ）
- ヒューマンバグ大学 -不死学部不幸学科-（神林芳江）

2023年
- ふしぎ駄菓子屋 銭天堂（2023年 - 2024年、笹井紀子）
- デッドマウント・デスプレイ（山田文代）
- 最果てのパラディン 鉄錆の山の王（ディーネ）

2024年
- 異世界でもふもふなでなでするためにがんばってます。（アンリー・デッサ）
- ポケットモンスター（2024年 - 2025年、オモダカ）
- オーイ!とんぼ（2024年 - 2025年、島道子）

2025年
- 花は咲く、修羅の如く（林まなか）
- New PANTY & STOCKING with GARTERBELT（女囚C）
- 暗殺者である俺のステータスが勇者よりも明らかに強いのだが（夜）

### 劇場アニメ
2000年代
- いのちの地球 ダイオキシンの夏（2001年、マルコ）
- ガンダム新体験 グリーンダイバーズ（2001年、プロスペロー教育ヘルプ）
- シャム猫 -ファーストミッション-（2001年、若い女）
- 新暗行御史（2004年、山道〈サンド〉＝春香〈チュンヒャン〉）
- スチームボーイ（2004年、エマ）
- 新SOS大東京探検隊（2006年、尾崎竜平）
- 劇場版アクエリオン（2007年、紅麗花）
- 劇場版 ゲゲゲの鬼太郎 日本爆裂!!（2008年、風祭華）
- HIGHLANDER ハイランダー 〜ディレクターズカット版〜（2008年、デボラ）
- 劇場版 マクロスF（2009年 - 2011年、キャサリン・グラス） - 2作品

2010年代
- 劇場版イナズマイレブン 最強軍団オーガ襲来（2010年、雷門夏未）
- 蒼穹のファフナー HEAVEN AND EARTH（2010年、羽佐間カノン）
- トワノクオン（2011年、若月みどり）
- 魔法少女リリカルなのは The MOVIE 2nd A's（2012年、闇の書の意志〈リインフォース〉）
- 氷川丸ものがたり（2015年、菅田キヨ子）
- ポケモン・ザ・ムービーXY&Z ボルケニオンと機巧のマギアナ（2016年、フラメル）
- 虐殺器官（2017年、ルツィア・シュクロウポヴァ）
- 劇場版 夏目友人帳 〜うつせみに結ぶ〜（2018年、夏目レイコ）
- 映画コラショの海底わくわく大冒険!（2019年、リン）

2020年代
- 映画 イナズマイレブン総集編 伝説のキックオフ（2024年、雷門夏未）
- 劇場版 イナズマイレブン 新たなる英雄たちの序章（2024年、空宮征）

### OVA
2001年
- うさぎちゃんでCue!!

2002年
- I'll/CKBC（堀井美加）
- .hack//Liminality（水無瀬舞）
- フロム I"s アイズ 〜もうひとつの夏の物語〜（ナミ）
- マクロス ゼロ（サラ・ノーム）

2003年
- 新・北斗の拳（サーラ〈少女期〉）
- はじめの一歩 間柴vs木村 死刑執行（間柴久美）
- HAND MAID マイ（サイバドールマイ、黒澤麻衣）

2004年
- いちご100% OVAシリーズ（2004年 - 2005年、北大路さつき）
- Memories Off 3.5 想い出の彼方へ（陵いのり）
- Memories Off 3.5 祈りの届く刻…（陵いのり）

2005年
- トップをねらえ2!（ピアジエ・サーペンタイン）

2006年
- 鬼公子炎魔（弁天ユリ）
- FREEDOM（アオ）

2007年
- サクラ大戦 ニューヨーク・紐育（ジェミニ・サンライズ）
- 創星のアクエリオン（紅麗花）
- .hack//G.U. Returner（パイ）
- ツバサ TOKYO REVELATIONS（星火）

2008年
- .hack//G.U. TRILOGY（パイ）
- ないしょのつぼみ（山吹八重）

2009年
- アドリブ王子（ユリエ）
- 聖闘士星矢 THE LOST CANVAS 冥王神話（2009年 - 2011年、ユズリハ）

2010年
- 絶対可憐チルドレン 〜愛多憎生! 奪われた未来?〜（パティ・クルー）

2011年
- .hack//Quantum（シャムロック / 佐伯令子）

2012年
- 神のみぞ知るセカイ 天理篇（桂馬〈子供〉）

2014年
- 夏目友人帳 いつかゆきのひに（夏目レイコ）

2015年
- 創勢のアクエリオンEVOL（麗花）

2018年
- イナズマイレブン Reloaded（雷門夏未）

2019年
- ストライク・ザ・ブラッド（2019年 - 2020年、暁深森） - 2シリーズ

2023年
- 蒼穹のファフナー BEHIND THE LINE（羽佐間カノン）

### Webアニメ
- FLAG（2006年、リサ）
- ポケモン不思議のダンジョン 出動ポケモン救助隊ガンバルズ!（2006年、ゼニガメ）
- 美少女戦士セーラームーンCrystal（2014年、なるちゃんのママ）
- ニンジャラ 瞳の秘密（2020年、ルーシーの母）
- 人形学園（2022年、ワタリガラス）
- テルマエ・ロマエ ノヴァエ（2022年、リウィア[63]）
- スプリガン（2022年、マーガレット）
- トミカヒーローズ ジョブレイバー 特装合体ロボ（2022年 - 2024年、警察ジョブロイド Wapper[64]、司令官[64]、救急ジョブロイド A.I.D[64]、消防ジョブロイド MAT[64]、警察ジョブロイド Wapper MkII[65]、消防ジョブロイド MAT MkII[65]、救急ジョブロイド A.I.D MkII[65]）
- 大奥（2023年、徳川吉宗[66]）

### ゲーム
2000年
- ガンドレス（シルヴィア・カキハナ、ミーシャ）

2001年
- 大乱闘スマッシュブラザーズシリーズ（2001年 - 2018年、アイスクライマー〈ポポ&ナナ〉） - 3作品
- シェンムーII

2002年
- キャッスルヴァニア 白夜の協奏曲（リディー・エルランジェ）
- GALAXY ANGEL（シヴァ皇子の侍女）
- すべてがFになる（西之園萌絵）
- 虹色ドッジボール〜乙女たちの青春（速水風華、エレン・アスコット）
- ヒカルの碁 平安幻想異聞録（賀茂明）
- ヒカルの碁2（塔矢アキラ）
- ヒカルの碁 院生頂上決戦（塔矢アキラ）
- ボンバーマンジェネレーション（キャラボン）
- メタルウルフ（朝霧火蓮）

2003年
- GALAXY ANGEL Moonlit Lovers（シヴァ皇子の侍女）
- ゾイドVS.II（ユーノ）
- ChainDive（モディ）
- HUNGRY GHOSTS
- ヒカルの碁3（塔矢アキラ）
- ファンタスティックフォーチュン2（アクア）
- My Merry Maybe（水上鏡）
- WILD ARMS Alter code:F（セシリア・レイン・アーデルハイド）
- オールスタープロレスリングIII（日向葵）

2004年
- アニメバトル 烈火の炎〜Flame of Recca FINAL BURNING〜（煉華、クルミ）
- GALAXY ANGEL Eternal Lovers（シヴァ皇子の侍女）
- マーメイドメロディーぴちぴちピッチ ぴちぴちっとライブスタート!（マリア）
- サクラ大戦V EPISODE 0〜荒野のサムライ娘〜（ジェミニ・サンライズ）
- Memories Off 〜それから〜（陵いのり）

2005年
- いちご100% ストロベリーダイアリー（北大路さつき）
- My Merry May with be（水上鏡）
- エンジェリック・ヴェール新伝 エフェメール島綺譚（アロンドラ）
- 怪盗スライ・クーパー2（ナイラ）
- がんばれゴエモン 東海道中 大江戸天狗り返しの巻（おみっちゃん）
- サクラ大戦V 〜さらば愛しき人よ〜（ジェミニ・サンライズ）
- サモンナイト クラフトソード物語 〜はじまりの石〜（アニス）
- Twelve〜戦国封神伝〜（東・クロウ）
- DUEL SAVIOR DESTINY（リリィ・シアフィールド）
- ファンタスティックフォーチュン2☆☆☆（アクア）
- ラジアータ ストーリーズ（リドリー）
- 紅忍 血河の舞（明美）

2006年
- サモンナイト4（ルシアン）
- メタルウルフREV（朝霧火蓮）
- 灼眼のシャナ（"戯睡郷"メア）
- 新 鬼武者 DAWN OF DREAMS（お初）
- .hack//G.U.（2006年 - 2017年、パイ） - 4作品
- Memories Off 〜それから again〜（陵いのり）
- 遊☆戯☆王デュエルモンスターズGX タッグフォース（天上院明日香）
- レッスルエンジェルス サバイバー（斉藤彰子、ラッキー内田）
- ロックマンゼクス（ヴァン、エール）

2007年
- エンジェル・プロファイル（ガブリエル）
- 灼眼のシャナDS（"戯睡郷"メア）
- 少年陰陽師 翼よいま、天へ還れ（藤原彰子）
- スターオーシャン1 First Departure（イリア・シルベストリ）
- D.Gray-man 神の使徒達（アレン・ウォーカー）
- 武装神姫 BATTLE RONDO（花型MMS ジルダリア）
- 遊☆戯☆王デュエルモンスターズGX タッグフォース2（天上院明日香）
- ロックマンゼクス アドベント（エール）

2008年
- イナズマイレブン / 2 脅威の侵略者 / 3 世界への挑戦!!（2009年 - 2010年、雷門夏末） - 3作品
- カドゥケウス ニューブラッド（レスリー・ニューマン）
- スーパーロボット大戦Z（紅麗花）
- ソウルキャリバーIV（成美那）
- D.Gray-man 奏者ノ資格（アレン・ウォーカー）
- ドラマチックダンジョン サクラ大戦 〜君あるがため〜（ジェミニ・サンライズ）
- MEDICAL91（柊アヤ）
- 遊☆戯☆王デュエルモンスターズGX タッグフォース3（天上院明日香）
- レッスルエンジェルス サバイバー2（斉藤彰子、ラッキー内田）

2009年
- サモンナイトX 〜Tears Crown〜（アーティー）
- ソウルキャリバー Broken Destiny（成美那）
- NARUTO-ナルト- 疾風伝 龍刃記（龍代アカリ）
- マクロスアルティメットフロンティア（サラ・ノーム）

2010年
- 加奈 〜いもうと〜（藤堂加奈）
- 劇場版マクロスF〜イツワリノウタヒメ〜 Hybrid Pack（キャサリン・グラス）
- .hack//Link（エンダー / パイ）
- 魔法少女リリカルなのはA's PORTABLE -THE BATTLE OF ACES-（リインフォース）
  - DLマガジン デジタルなのは（リインフォース）

2011年
- イナズマイレブン ストライカーズ（2011年 - 2012年、雷門夏未、大谷つくし、クィール、リーム、ギュエール） - 3作品
- イナズマイレブンGO シャイン/ダーク（円堂夏未）
- code 18（空木柚子）
- 第2次スーパーロボット大戦Z 破界篇（紅麗花、キャサリン・グラス、シオニー・レジス）
- マクロストライアングルフロンティア（サラ・ノーム、キャサリン・グラス）
- マブラヴ オルタネイティヴ クロニクルズ 憧憬（ジークリンデ・ファーレンホルスト）
- 魔法少女リリカルなのはA's PORTABLE -THE GEARS OF DESTINY-（リインフォース）
- メルルのアトリエ 〜アーランドの錬金術士3〜（フアナ・オルシズ）
- 劇場版マクロスF〜サヨナラノツバサ〜 Hybrid Pack（キャサリン・グラス）

2012年
- アーマード・コアV（フラン）
- アクセル・ワールド -Stage1:銀翼の覚醒-（能美征二）
- 鬼武者Soul（お初〈タイアップ限定〉）
- GRAVITY DAZE/重力的眩暈:上層への帰還において彼女の内宇宙に生じた摂動（キトゥン）
- CONCEPTION 俺の子供を産んでくれ!（ミレイ）
- スーパーロボット大戦OGサーガ 魔装機神 THE LORD OF ELEMENTAL（エリス・ラディウス）
- スーパーロボット大戦OGサーガ 魔装機神II REVELATION OF EVIL GOD（エリス・ジェスハ）
- 第2次スーパーロボット大戦Z 再世篇（紅麗花、キャサリン・グラス）
- ダイヤの国のアリス 〜Wonderful Wonder World〜（クリスタ＝スノーピジョン）
- 武装神姫 BATTLE MASTERS Mk.2（ジルダリア） - DLC追加キャラクター
- PROJECT X ZONE（ジェミニ・サンライズ）
- ルーンファクトリー4（フォルテ）

2013年
- スーパーロボット大戦Operation Extend（キャサリン・グラス）
- スーパーロボット大戦UX（カノン・メンフィス / 羽佐間カノン、キャサリン・グラス）
- ダイヤの国のアリス 〜Wonderful Mirror World〜（クリスタ＝スノーピジョン）
- プレイステーション オールスター・バトルロイヤル（キトゥン）
- マクロス30 銀河を繋ぐ歌声（サラ・ノーム）
- メルルのアトリエ Plus 〜アーランドの錬金術士3〜（フアナ・オルシズ）

2014年
- グランブルーファンタジー（2014年 - 2023年、アンジェ、ジェミニ・サンライズ、アグロヴァル〈幼少期〉）
- はじめの一歩 PS3版（間柴久美）
- ジェイスターズ ビクトリーバーサス（アレン・ウォーカー）
- 第3次スーパーロボット大戦Z 時獄篇（キャサリン・グラス）
- MURDERED 魂の呼ぶ声（ジュリア）

2015年
- スーパーロボット大戦BX（キャサリン・グラス）
- 第3次スーパーロボット大戦Z 天獄篇（キャサリン・グラス）
- デュラララ!! Relay（矢霧波江）
- ブレス オブ ファイア6 白竜の守護者たち（ヴィルヘルム）
- PROJECT X ZONE 2:BRAVE NEW WORLD（ジェミニ・サンライズ）
- 遊☆戯☆王ARC-V TAG FORCE SPECIAL （天上院明日香）

2016年
- 7'scarlet（比良坂ユキ）
- スターオーシャン:アナムネシス（イリア・シルベストリ、ジェミニ・サンライズ、リドリー・ティンバーレイク）
- マクロスΔスクランブル（サラ・ノーム）

2017年
- GRAVITY DAZE 2/重力的眩暈完結編:上層への帰還の果て、彼女の内宇宙に収斂した選択（グラビティ・キトゥン）

2018年
- メモリーズオフ -Innocent Fille-（陵いのり）
- ワイルドアームズ ミリオンメモリーズ（セシリア・レイン・アーデルハイド）
- ドラガリアロスト（ルーエン）

2019年
- CONCEPTION PLUS 俺の子供を産んでくれ!（ミレイ）
- スターオーシャン1 First Departure R（イリア・シルベストリ）

2020年
- ドラゴンクエストX いばらの巫女と滅びの神 オンライン（シンイ）
- ロックマンX DiVE（エール ）
- 武装神姫 アーマードプリンセス バトルコンダクター（ジルダリア）

2021年
- アークナイツ（サガ）
- はじめの一歩 FIGHTING SOULS（間柴久美）
- 君は雪間に希う（三春）
- 少女☆歌劇 レヴュースタァライト -Re LIVE-（ジェミニ・サンライズ）
- スーパーロボット大戦30（ジェミニ・サンライズ） - DLC追加キャラクター
- 崩壊3rd（ワタリガラス）
- WAR OF THE VISIONS ファイナルファンタジー ブレイブエクスヴィアス 幻影戦争（ディアー）

2022年
- ドラゴンクエストX 天星の英雄たち オンライン（シンイ）
- 原神（ティナリ）
- ドラゴンクエストX オフライン（シンイ）

2023年
- 勝利の女神:NIKKE（サクラ）

2024年
- マクロス -Shooting Insight-（サラ・ノーム）

2025年
- イナズマイレブン 英雄たちのヴィクトリーロード（空宮征）

### ドラマCD
2003年
- Fantastic Fortune2 シリーズ（アクア）
- アニメ店長B'店長候補生 日常業務（新渡戸和）※2003年夏のAVまつりで配布
- 仏ゾーン（サチ）

2004年
- されど罪人は竜と踊る（キュラソー・オプト・コウガ）
- switch（立花美佳）
- Rozen Maiden -ローゼン メイデン-（桜田ジュン）
- 絶対彼氏。フィギュアなDARLING（井沢リイコ）
- アニメ店長B'店長候補生 Drama&Radio Talk Album 研修報告Vol.1（新渡戸和）
- アニメ店長B'店長候補生 Drama&Radio Talk Album 研修報告Vol.2（新渡戸和）
- アニメ店長VS店長候補生 バージョンB 救え!寿銀座通り店!!編（新渡戸和）※2004年冬のAVまつりで配布
- ゼロイン（爲妹みくる）
- ハード・デイズ・ナイツ（ニコル・エマーソン・タツミ）

2005年
- 異界繁盛記 ひよこや商店（果梨）
- いちご100%シリーズ（北大路さつき）
- 少年陰陽師 風音編 ドラマCD 全4巻（藤原彰子）
- 砂時計（月島椎香）
- フルハウスキス（鈴原むぎ）
- 魔法少女リリカルなのはA's サウンドステージ（闇の書管制人格）

2006年
- 少年陰陽師 窮奇編 ドラマCD 第一巻（藤原彰子）
- 少年陰陽師 天狐編 ドラマCD 第一巻〜真紅の空を翔けあがれ〜（藤原彰子）
- 少年陰陽師 番外編 ドラマCD 第一巻〜うつつの夢に鎮めの歌を〜（藤原彰子）
- 乙女はお姉さまに恋してる シーズン02〜魔法使いのレシピ〜（織倉楓）
- 大奥 極上音絵巻（お信）
- CYNTHIA THE MISSION（高野果苗）
- SOUND DRAMA BLOOD ALONE シリーズ（ヒグレ）
- あそびにいくヨ!（摩耶）
- はやて×ブレード（雉宮乙葉）
- 蒼穹のファフナー ドラマCD Vol.2 GONE/ARRIVE（カノン・メンフィス）
- マスケティア・ルージュ（ジュリア）

2007年
- 少年陰陽師 窮奇編 ドラマCD 第二、三巻（藤原彰子）
- ショショリカ（リノール）
- 八犬伝—東方八犬異聞—（浜路）
- キヨショーVS店長候補生 BL関ヶ原の戦い!（新渡戸和）※2007年冬のAVまつりで配布
- 会長はメイド様!（鮎沢美咲）※『LaLa』2007年4月号付録
- DJ+ドラマCD「いつでも召喚!サモンナイト4」（ルシアン）

2008年
- D.Gray-man（アレン・ウォーカー）
- 破天荒遊戯 コミックゼロサムCDコレクション（ラゼル・アナディス / ラゼンシア・ローズ）
- 破天荒遊戯 ゆくさきをしらない（ラゼル・アナディス / ラゼンシア・ローズ）
- 破天荒遊戯 てのひらのたいよう（ラゼル・アナディス / ラゼンシア・ローズ）
- 破天荒遊戯 ほんとうにあったこわいおはなし（ラゼル・アナディス / ラゼンシア・ローズ）
- TVアニメーション「破天荒遊戯」ドラマCD 第1巻 断罪の緋き花よ咲け（ラゼル・アナディス / ラゼンシア・ローズ）
- はじめての甲子園（雨四光柳）
- メイド刑事（若槻葵）
- ZX GIGAMIX（ヴァン、エール）
- メンズ校（さくら）
- LOVELESS ドラマCD act.1 - 2（目渚）
- レティーシュ・ナイツ 〜緑柱石（エメラルド）の誓約〜（エレン王女〈ファイラス・チェインバース〉）※初回限定特装版付属CD

2009年
- マクロスFドラマCD 娘ドラ◎（キャサリン・グラス）
- 少年陰陽師 天狐編 ドラマCD 第二、三巻（藤原彰子）

2011年
- めくるめく（伊万里）

2015年
- 紅茶王子（奈子の母）※桜の花の紅茶王子 第4巻ドラマCD付初回限定版
- 魔法少女リリカルなのはINNOCENT サウンドステージ（八神リインフォース・アインス）

2016年
- あっくんとカノジョ（荘櫻子）

### ラジオドラマ
- 青春アドベンチャー
  - エイレーネーの瞳 シンドバッド23世の冒険
  - ニコルの塔（男の子）

### デジタルコミック
- Flex Comix 吸血姫 ヴァンパイア・プリンセス(+Voice)（神威夕）

### 吹き替え

#### 担当女優
アナ・ケンドリック
- ドリンキング・バディーズ 飲み友以上、恋人の未満の甘い方程式（ジル）
- ハッピーボイス・キラー（リサ）
- ピッチ・パーフェクトシリーズ（ベッカ・ミッチェル）
  - ピッチ・パーフェクト ※ユニバーサル・ピクチャーズ版
  - ピッチ・パーフェクト2
  - ピッチ・パーフェクト ラストステージ

- 50/50 フィフティ・フィフティ（キャサリン）

アナ・デ・アルマス
- グレイマン（ダニ・ミランダ）
- ゴーステッド Ghosted（セイディ）
- ナイブズ・アウト/名探偵と刃の館の秘密（マルタ・カブレラ）
- ブレードランナー 2049（ジョイ）

クリスティーナ・リッチ
- ギャザリング（キャシー）
- ニューヨーク、愛を探して（レベッカ）
- ブラック・スネーク・モーン（レイ）
- モンスター（セルビー・ウォール）
- ラスベガスをやっつけろ（ルーシー）※BD・新DVD版

ケイティ・キャシディ
- アローバース（ダイナ・“ローレル”・ランス / ブラックキャナリー）
  - ARROW/アロー
  - THE FLASH/フラッシュ

- エルム街の悪夢（クリス・フォレス）
- ワイルド ラヴァーズ（アマンダ・ロウ）

サマー・グロー
- グレイズ・アナトミー8（エミリー・コヴァック看護師）
- ターミネーター:サラ・コナー クロニクルズ（キャメロン・フィリップス）
- CHUCK/チャック（グレタ）

ジェシカ・アルバ
- 噂のアゲメンに恋をした!（キャム）
- シン・シティ（ナンシー）
- シン・シティ 復讐の女神（ナンシー）

セレーナ・ゴメス
- ウェイバリー通りのウィザードたち（アレックス・ルッソ）
  - ウェイバリー通りのウィザードたち ザ・ムービー（アレックス・ルッソ）

- ゲッタウェイ スーパースネーク（少女）
- サニー with チャンス（本人役）
- ザ・マペッツ（本人役）
- シークレット・アイドル ハンナ・モンタナ（ミケイラ）
- シンデレラ・ストーリー2 ドリームダンサー（メアリー）※ディズニーチャンネル版
- スイート・ライフ オン・クルーズ（アレックス・ルッソ）
- ネイバーズ2（マディソン）
- プリンセス・プロテクション・プログラム（カーター・メイスン）

チョン・ジヒョン
- 青い海の伝説（シムチョン / セファ）
- 暗殺（アン・オギュン）
- ベルリンファイル（リョン・ジョンヒ）
- 猟奇的な彼女（彼女）

ハ・ジウォン
- 愛しのサガジ（英語版）（カン・ハヨン）
- 人生の逆転（英語版）（ジヨン）
- セックス・イズ・ゼロ（英語版）（イ・ウニョ）
- ふたつの恋と砂時計（チャ・ヨンミ）

マギー・チャン
- プロジェクトA2 史上最大の標的（サンサン）※BD版
- ポリス・ストーリー/香港国際警察（メイ）※BD版
- ポリス・ストーリー2/九龍の眼（メイ）※DVD・BD版

ミーシャ・バートン
- The O.C.（マリッサ・クーパー）
- あの日の指輪を待つきみへ（若き日のエセル・アン）
- ウォッチャーズ（シェルビー・マーサー）
- シックス・センス（キラ・コリンズ）※日本テレビ版
- ノッティングヒルの恋人（12歳の女優）
- ミーシャ・バートンのSex in Ohio（クリステン）

リー・トンプソン
- 全米捜索!バック・トゥ・ザ・フューチャー（本人）
- バック・トゥ・ザ・フューチャーシリーズ（ロレイン・ベインズ・マクフライ / マギー・マクフライ）※BSジャパン版
  - バック・トゥ・ザ・フューチャー
  - バック・トゥ・ザ・フューチャー PART2
  - バック・トゥ・ザ・フューチャー PART3

- ハワード・ザ・ダック/暗黒魔王の陰謀（ビバリー）※VOD版

リウ・イーフェイ
- 第3の愛（ゾウ・ユー / 鄒雨）
- ドラゴン・キングダム（ゴールデン・スパロウ）
- ドラゴン・フォーシリーズ（無情）
  - ドラゴン・フォー 秘密の特殊捜査官/隠密
  - ドラゴン・フォー2 秘密の特殊捜査官/陰謀
  - ドラゴン・フォー3 秘密の特殊捜査官/最後の戦い

リヴ・タイラー
- アド・アストラ（イヴ・マクブライド）
- アルマゲドン（グレース・スタンパー）※日本テレビ版
- スペース・ステーション76（ジェシカ・マクコーミック）

ルーニー・マーラ
- ウーマン・トーキング 私たちの選択（オーナ）
- サイド・エフェクト（エミリー・テイラー）
- セインツ -約束の果て-（ルース・ガスリー）
- ソング・トゥ・ソング（フェイ）
- トラッシュ! -この街が輝く日まで-（オリヴィア）
- マグダラのマリア（マグダラのマリア）
- ローズの秘密の頁（若かりし頃のローズ・マクナルティ）

#### 映画
- アイガー北壁（ルイーゼ・フェルトナー〈ヨハンナ・ヴォカレク〉[103]）※BSテレ東版
- アイスマン 宇宙最速の戦士（メイ〈ホアン・シェンイー〉）
- アーリャマーン EPISODE I 帝国の勇者（ナサ王女）
- 悪魔の毒々パーティ（英語版）（リンジー）
- 青い棘（2004年）（ヒルデ〈アンナ・マリア・ミューエ〉）
- アクシデンタル・スパイ（ヨン〈ビビアン・スー〉）※テレビ朝日版
- アサイラム 狂気の密室病棟（マディソン〈サラ・ローマー〉）
- 雨音にきみを想う（ウィンイン〈フィオナ・シッ〉）
- イルマーレ
- インサイド・マン2（アリエラ〈ロクサンヌ・マッキー〉）
- ヴァイラス ※日本テレビ版
- ウィズアウト・ユー（イザベル〈シャノン・フィードラー〉）
- ウォーク・ハード ロックへの階段（ダーリーン〈ジェナ・フィッシャー〉）
- ウォーム・ボディーズ（ノラ〈リオ・ティプトン〉）
- ウルフマン/狼男伝説（エヴァ）
- エージェント・ゾーハン（ダリア〈エマニュエル・シュリーキー〉）
- エクスカリバー戦記（アイリーン姫〈キャサリン・ハイグル〉）
- X-MEN2（アーチー）※ソフト版
- エデン（プリシラ〈ジニーン・モンテロッサ〉）
- オーバー・ザ・ムーン（ウェンディ）
- オズ はじまりの戦い（セオドラ〈ミラ・クニス〉[104]）
- 完全犯罪クラブ（リサ・ミルズ〈アグネス・ブルックナー〉）
- キミに逢えたら!（ノラ〈カット・デニングス〉）
- 君はONLY ONE（アビー〈ググ・バサ＝ロー〉）
- 強敵（ハン・ミレ〈ユ・イニョン〉）
- 偶然の恋人（ジャニス〈ジェニファー・グレイ〉）
- クラッシャー2029（ジェニー）
- クレイジー・イン・アラバマ（ソンドラ〈ダコタ・ジョンソン〉）
- 喧嘩 -ヴィーナス VS 僕-（ユン・ジナ〈キム・テヒ〉）
- 恋のミニスカウエポン（ジャネット）
- ココ・アヴァン・シャネル（ココ・シャネル〈オドレイ・トトゥ〉）
- 降霊（キャサリン〈エリシャ・カスバート〉）
- 西遊記 女人国の戦い（女王陛下〈チャオ・リーイン〉）
- サイレント・ワールド2011（ナオミ・テイト〈インディアナ・エヴァンス〉）
- ザ・ヴァイキング（イングリッド）
- サンダーバード（2004年）（レディ・ペネロープ・クレイトン=ワード〈ソフィア・マイルズ〉）
- シックス・センス（キラ・コリンズ〈ミーシャ・バートン〉） ※日本テレビ版
- シルヴィ 〜恋のメロディ〜（シルヴィ〈テッサ・トンプソン〉）
- シンデレラ・ストーリー（サム・モンゴメリー〈ヒラリー・ダフ〉）
- スターシップ・トゥルーパーズ3（ホリー・リトル〈マーネット・パターソン〉）
- スパイダーマン2（アースラ・ディコヴィッチ〈マゲイナ・トーヴァ〉）
- スパイダーマン3（アースラ・ディコヴィッチ〈マゲイナ・トーヴァ〉）
- スリーピング ビューティー/禁断の悦び（ルーシー〈エミリー・ブラウニング〉）
- セイビング・ジェシカ・リンチ（ジェシカ・リンチ〈ローラ・レーガン〉）
- センター・オブ・ジ・アース（ハンナ・アスゲリソン〈アニタ・ブリエム〉）※テレビ朝日版
- ソウル（ユン・キャンヒ〈キム・ジョン〉）
- ターミネーター3 ※日本テレビ版
- タイラー・レイク -命の奪還-2（ミア〈オルガ・キュリレンコ〉[105]）
- ダニー・ザ・ドッグ（ビクトリア〈ケリー・コンドン〉）※テレビ東京版
- 007は二度死ぬ（キッシー〈浜美枝〉）※DVD版
- 魂のゆくえ（メアリー〈アマンダ・サイフリッド〉）
- チアーズ!（ホイットニー〈ニコール・ビルダーバック〉）
- チャプター27
- チャーリーとパパの飛行機（チャーリー〈ロメオ・ボツァリス〉）
- チャーリー・バートレットの男子トイレ相談室（スーザン・ガードナー〈カット・デニングス〉）
- 沈黙の聖戦（ジェシカ・ホッパー〈サラ・マルクル・レイン〉）※DVD版
- 追撃者（ドリーン〈レイチェル・リー・クック〉）※テレビ東京版
- デッドコースター ファイナル・デスティネーション2（キンバリー・コールマン〈A・J・クック〉）※DVD版
- デッドリー・イリュージョン（グレース〈グリア・グラマー〉）
- 天上の剣/レジェンド・オブ・ズー（チャン・ツィイー）
- トゥー・フォー・ザ・マネー（アレクサンドリア〈ジェイミー・キング〉）
- 逃走迷路（パット〈プリシラ・レイン〉）※BD版
- ドラゴン・コップス（アンジェラ〈ミシェル・チェン〉）
- トランスフォーマー/ダークサイド・ムーン（カーリー・スペンサー〈ロージー・ハンティントン＝ホワイトリー〉）
- 泣く男（モギョン〈キム・ミニ〉）
- ナルニア国物語/第1章: ライオンと魔女（スーザン・ペペンシー〈大人〉〈ソフィー・ウィンレメン〉）
- 人間人形 デッドドヲル（ドール〈ロミ・コッチ〉）
- ノーカントリー（カーラ・ジーン・モース〈ケリー・マクドナルド〉）
- パーフェクト・ゲーム 究極の選択（メリッサ・ジョージ）
- バイオハザードIV アフターライフ（クリスタル〈ケイシー・バーンフィールド〉）
- 白蛇伝説（白蛇〈ホアン・シェンイー〉）
- パルス（マティ〈クリスティン・ベル〉）
- バレット・オブ・ラヴ（ガブリエラ〈エヴァン・レイチェル・ウッド〉）
- バンディッツ（モニカ・ミラー）※ソフト版
- ビタースウィート（カティ〈アンナ・マリア・ミューエ〉）
- ビッグママ・ハウス3（ヘイリー〈ジェシカ・ルーカス〉）
- 127時間（ラナ〈クレマンス・ポエジー〉）
- フェイク シティ ある男のルール（グレイス・ガルシア）
- フェイス/オフ（ジェイミー・アーチャー〈ドミニク・スウェイン〉）※テレビ朝日版
- 複製された男（ヘレン〈サラ・ガドン〉）
- ブライト（レイラ〈ノオミ・ラパス〉）
- フライトプラン（フィオナ〈エリカ・クリステンセン〉）
- プラダを着た悪魔（アンディ〈アン・ハサウェイ〉[106]）※日本テレビ版
- ブルークラッシュ2（デイナ〈サーシャ・ジャクソン〉）
- ブレードランナー 2049（ジョイ〈アナ・デ・アルマス〉[107]）
- ブレス・ザ・チャイルド（サナエ）
- ヘアスプレー（アンバー・フォンタッスル〈ブリタニー・スノウ〉）
- ベッドタイム・ストーリー（バイオレット・ノッティンガム〈テリーサ・パーマー〉）
- ヘドウィグ・アンド・アングリーインチ
- ヘンリー・プールはここにいる 〜壁の神様〜
- ボディ・ショット（ホイットニー〈エミリー・プロクター〉）
- ポロック 2人だけのアトリエ（ルース〈ジェニファー・コネリー〉）
- マトリックス レボリューションズ（サティー）※フジテレビ版
- マネー・トレイン※テレビ朝日版
- マリー・アントワネットに別れをつげて（シドニー・ラボルド〈レア・セドゥ〉）
- マンイーター（ケイト〈ラダ・ミッチェル〉）
- Mr.ビーン カンヌで大迷惑?!（サビーヌ〈エマ・ドゥ・コーヌ〉）
- ムトゥ 踊るマハラジャ（ランガナーヤキ〈ミーナ〉[108]）
- めぐり逢う大地（ホープ〈サラ・ポーリー〉）
- 燃ゆる月（ピ〈チェ・ジンシル〉）
- 夜に生きる（ロレッタ・フィギス〈エル・ファニング〉）
- 40男のバージンロード（ゾーイ・ライス〈ラシダ・ジョーンズ〉）
- ラッキー・ガール（アシュレー〈リンジー・ローハン〉）
- ラッシュアワー2（フー・リー〈チャン・ツィイー〉）
- ラットレース（キンバリー・ペア）
- ラブ・アゲイン（ジェシカ・ライリー〈リオ・ティプトン〉）
- 理想の女（メグ・ウィンダミア〈スカーレット・ヨハンソン〉）
- 隣人は闇に微笑む（ローラ）
- ルール6（キーシャ）
- レフト・ビハインド（ハティー・ダーハム〈ニッキー・ウィーラン〉）
- レンジャーズ 特殊部隊（コートニー）
- ワイルド・トランスポーター 悪女の罠（ジェニー〈ターニャ・ベンツェル〉）※テレビ東京版
- ワイルド・レーサー3（オフィーリア〈ローレン・ステヴェントン〉）
- 私がクマにキレた理由（アニー・ブラドック〈スカーレット・ヨハンソン〉）
- わたしが美しくなった100の秘密（ミッシェル）
- 悪い男（ソナ〈ソ・ウォン〉）

#### ドラマ
- iCarly（サム・パケット〈ジェネット・マッカーディ〉）
- 愛してると云って（ソ・ヨンチェ〈ユン・ソイ〉）
- あすなろ白書（ユェン・チェンメイ〈レイニー・ヤン〉）
- アグリー・ベティ（ナタリー・ホイットマン）
- ヴェロニカ・マーズ #56（ボニー〈カーリー・アバース〉）
- X-ファイル
  - シーズン7 #13「ファースト・パーソン・シューター」（マトレイヤ〈クリスタ・アレン〉）
  - シーズン7 #14「呪い」（ルーシー・ウィーダー〈カーラ・ジェデル〉）
  - シーズン9 #5「蠅の王」（ナタリー・ゴードン〈サミーア・アームストロング〉）
  - シーズン9 #6「トラスト・ノーワン」（若い女性〈ブリアン・プレイサー〉）
- NCIS: ニューオーリンズ（マリオン・ワトキンス〈サミーア・アームストロング〉）
- エレメンタリー ホームズ&ワトソン in NY（アイリーン・アドラー〈ナタリー・ドーマー〉）
- オポジット学園（ステラ）
- カリフォルニケーション（フェイス〈マギー・グレイス〉）
- グレイズ・アナトミー6（キム）
- グレイズ・アナトミー8（モーガン・ピーターソン）
- コールドケース5 #15（ブレンダ）
- 後宮の涙（陸貞〈チャオ・リーイン〉）
- ゴッサム・シティ・エンジェル（ダイナ〈レイチェル・スカーステン〉）
- 師任堂、色の日記（フィウムダン〈オ・ユナ〉）
- サマンサ Who? #20（ナタリー）
- サム&キャット（サム・パケット〈ジェネット・マッカーディ〉）
- CSI:ニューヨーク（マトリス）
- CSI:マイアミ9 #15（ミッシェル・ボールドウィン〈アリシア・ウィット〉）
- シティーハンター in Seoul（チン・セヒ〈ファン・ソニ〉）
- SCORPION/スコーピオン（ペイジ・ディニーン〈キャサリン・マクフィー〉[109]）
- SMASH（カレン〈キャサリン・マクフィー〉）
- ソロリティΦフォーエバー（レイチェル）
- どこかでなにかがミステリー シーズン3（アニー）
- トワイライト・ゾーン #3（アンドレア〈キャサリン・ハイグル〉）
- にんじん（ニコル）
- パワーレンジャー・イン・スペース（アシュレー・ハモンド / イエローレンジャー、エイリアンホワイトレンジャー）
- パワーレンジャー・ロスト・ギャラクシー（アシュレー・ハモンド / スペースイエローレンジャー）
- プロポーズ大作戦 〜Mission to Love（ハム・イスル〈パク・ウンビン〉）
- BONES シーズン5 #2（マンディ）
- マウンテン・ウォーズ/ホライズン高校物語（ジュリエット・ウェイポーン〈ミーガン・オリー〉）
- MAD MEN（ペギー・オルセン〈エリザベス・モス〉）
- 名探偵ポアロ アクロイド殺人事件
- ヤング・スーパーマン（カーラ〈ローラ・ヴァンダーヴォート〉）
- レボリューション（チャーリー・マシスン〈トレイシー・スピリダコス〉）
- ワンス・アポン・ア・タイム（メアリー・マーガレット / 白雪姫〈ジニファー・グッドウィン〉）

#### アニメ
- アドベンチャー・タイム（ローズリネン）
- 映画マイリトルポニー プリンセスの大冒険（テンペストシャドー）
- おさるのジョージ（ユキ）
- シャーロットのおくりもの（ファーン）
- スター・ウォーズ/クローン・ウォーズ（テレビシリーズ）（リヨ・チューチー）
- スターシップ・トゥルーパーズ インベイジョン（カルメン・イバネス艦長）
- ちいさなプリンセス ソフィア（コーラ王女）
- チェブラーシカ ※DVD版
- 百妖譜（雲おばさん / 許飛雲）
- プレーンズ（イシャーニ〈声：プリヤンカー・チョープラー〉）

### パチンコ・パチスロ
- CRフィーバー創聖のアクエリオン（2007年、紅麗花）
- マジカルハロウィン2（2010年、ルビー・スペンサー）
- マジカルハロウィン3（2011年、ルビー・スペンサー）
- パチスロ 魔法少女リリカルなのは（2015年、闇の書の意志）
- ぱちんこ ガラスの仮面（2020年、北島マヤ[110]）

### 舞台
- サクラ大戦シリーズ（ジェミニ・サンライズ）
  - 紐育レビュウショウ〜歌う♪大紐育♪〜（2006年3月18日 - 19日[111]）
  - 紐育レビュウショウ〜歌う♪大紐育♪2〜（2007年7月15日 - 18日[112]）
  - 紐育レビュウショウ〜歌う♪大紐育♪3〜ラストショウ（2008年8月27日 - 31日[113]）
  - 紐育星組ライブ2011〜星を継ぐもの〜（2011年7月29日 - 31日[114]）
  - 紐育星組ライブ2012 ～誰かを忘れない世界で～（2012年8月31日 - 9月2日[115]）
  - 紐育星組ショウ2013 ～ワイルド・ウエスト・希望～（2013年7月26日 - 28日[116]）
  - 紐育星組ショウ2014 ～お楽しみはこれからだ～（2014年8月29日 - 31日[117]）

### イベント
- サクラ大戦 武道館ライブ 〜帝都・巴里・紐育〜（2007年5月13日、ジェミニ・サンライズ[118]）
- サクラ大戦 巴里花組&紐育星組ライブ2010 〜可憐な花々 煌めく星々〜（2010年12月10日 - 12日、ジェミニ・サンライズ[119]）
- サクラ大戦 武道館ライブ2 〜帝都・巴里・紐育〜（2011年10月7日、ジェミニ・サンライズ[120]）

### ラジオ
- 店長候補生 超電波 HYPER WAVE!（A&G 超RADIO SHOW〜アニスパ!〜内 / 終了）不定期出演・新渡戸和役
- いちご100% Sweet Café（2005年、第12回パーソナリティ）
- 破天荒Radio（2007年 - 、アニメイトTV / 三木眞一郎と共同パーソナリティ）

### ラジオCD
- ラジオCD「いちご100% Sweet Café」（2005年7月21日）
- 少年陰陽師 ラジオCD 第二巻、第三巻、第九巻（2006年 - 2009年）

### 映像商品
- First Cast Vol.02（2005年、D-project制作DVD）
- 「少年陰陽師」イベントDVD “孫”感謝祭 〜風雅に響く詩を聴け〜（2007年）
- 魔法少女リリカルなのは15周年記念イベント「リリカル☆ライブ」（2020年9月30日）

### テレビドラマ
- 着飾る恋には理由があって 第8話（2021年6月8日、TBS） - 丹羽知子
- 何かおかしい 第1話（2022年6月1日、テレビ東京） - ハピママ
- 下剋上球児 第9話（2023年12月10日、TBS） - 久我原の母
- スティンガース 警視庁おとり捜査検証室 第4話（2025年8月12日、フジテレビ） - 公衆電話の女性[121]

### その他コンテンツ
- 永野椎菜ソロプロジェクト「ShiinaTactix」 - ボーカル参加
- StudioGIW「ボイスドラマ Vol.3 〜盲目の結界神・想武〜」（月人カルナ）※ダウンロード販売
- BS世界のドキュメンタリー・危険な時代に生きる 第7回「反乱、再建、刷新」（ジェシカ・アルバ）
- 日立 世界・ふしぎ発見!（ボイスオーバー）
- オーディオドラマ『グランブルーファンタジー OTOCA「氷炎牆に鬩ぐ」』（2017年、アグロヴァル〈幼少期〉[80]）

## ディスコグラフィ

### キャラクターソング
| 発売日   | 商品名                                                                  | 歌                                                                                           | 楽曲                                                                          | 備考                                                             |
| 2003年   | 2003年                                                                  | 2003年                                                                                       | 2003年                                                                        | 2003年                                                           |
| -------- | ----------------------------------------------------------------------- | -------------------------------------------------------------------------------------------- | ----------------------------------------------------------------------------- | ---------------------------------------------------------------- |
| 3月12日  | ヒカルの碁 キャラクターソングシングル「綺羅」                           | 塔矢アキラ（小林沙苗）                                                                       | 「綺羅」 「綺羅（remix ver.）」                                               | テレビアニメ『ヒカルの碁』関連曲                                 |
| 4月23日  | カメラ＝万年筆                                                          | 小林沙苗、浅井清己、松来未祐                                                                 | 「カメラ＝万年筆」                                                            | OVA『HAND MAID マイ』オープニングテーマ                          |
| 4月23日  | カメラ＝万年筆                                                          | 小林沙苗、浅井清己、松来未祐                                                                 | 「ハンドメイドでNe!」                                                         | OVA『HAND MAID マイ』エンディングテーマ                          |
| 2004年   |                                                                         |                                                                                              |                                                                               |                                                                  |
| 2月25日  | ヒカルの碁 光る未来へ                                                   | 塔矢アキラ（小林沙苗）                                                                       | 「綺羅〈album-mix〉」                                                         | テレビアニメ『ヒカルの碁』関連曲                                 |
| 2月25日  | ヒカルの碁 光る未来へ                                                   | 塔矢アキラ（小林沙苗）、川上とも子（コーラス担当）                                           | 「ひとしずく」                                                                | テレビアニメ『ヒカルの碁』関連曲                                 |
| 2月25日  | ヒカルの碁 光る未来へ                                                   | 進藤ヒカル（川上とも子）、小林沙苗（コーラス担当）                                           | 「ヒカルカゼ」                                                                | テレビアニメ『ヒカルの碁』関連曲                                 |
| 3月26日  | アニメ店長B'店長候補生マキシシングルCD『宝石』                          | 漢声B-Voice                                                                                  | 「宝石」                                                                      | 『アニメ店長B'店長候補生』関連曲                                 |
| 3月26日  | アニメ店長B'店長候補生マキシシングルCD『宝石』                          | 新渡戸和（小林沙苗）                                                                         | 「宝石」                                                                      | 『アニメ店長B'店長候補生』関連曲                                 |
| 7月14日  | 暗黒の翼                                                                | レディ・バット（小林沙苗）                                                                   | 「暗黒の翼」                                                                  | テレビアニメ『マーメイドメロディー ぴちぴちピッチ ピュア』関連曲 |
| 7月22日  | Memories Off 〜それから〜 サウンドコレクション                          | 陵いのり（小林沙苗）                                                                         | 「雨に願いを…」                                                               | ゲーム『Memories Off 〜それから〜』エンディングテーマ3           |
| 8月4日   | Memories Off 〜それから〜 Character File 01.陵いのり                    | 陵いのり（小林沙苗）                                                                         | 「太陽の場所」                                                                | ゲーム『Memories Off 〜それから〜』関連曲                        |
| 2005年   |                                                                         |                                                                                              |                                                                               |                                                                  |
| 1月26日  | 君色100%                                                                | 東城綾（能登麻美子）、北大路さつき（小林沙苗）、西野つかさ（豊口めぐみ）、南戸唯（水樹奈々） | 「君色100%」                                                                  | OVA『いちご100%』オープニングテーマ                              |
| 1月29日  | アニメ店長B'店長候補生Maxi Single CD『青空のプレゼント』                | 漢声B-Voice                                                                                  | 「青空のプレゼント」                                                          | 『アニメ店長B'店長候補生』関連曲                                 |
| 1月29日  | アニメ店長B'店長候補生Maxi Single CD『青空のプレゼント』                | 新渡戸和（小林沙苗）                                                                         | 「青空のプレゼント」                                                          | 『アニメ店長B'店長候補生』関連曲                                 |
| 6月8日   | 舞-HiME Character Vocal Album Vol.2 初恋方程式 第2楽章                  | 尾久崎晶（小林沙苗）                                                                         | 「紅の忍風烈火伝」                                                            | テレビアニメ『舞-HiME』関連曲                                    |
| 7月6日   | 地上の戦士                                                              | 紐育華撃団・星組                                                                             | 「地上の戦士」                                                                | ゲーム『サクラ大戦V 〜さらば愛しき人よ〜』オープニングテーマ     |
| 7月6日   | 地上の戦士                                                              | 紐育華撃団・星組                                                                             | 「地上の戦士」                                                                | OVA『サクラ大戦 ニューヨーク・紐育』オープニングテーマ           |
| 9月22日  | いちご100% キャラクターファイル4 北大路さつき                           | 北大路さつき（小林沙苗）                                                                     | 「プラトニック・スキャンダル」                                                | OVA『いちご100% -こころ変わりは突然に!?編-』エンディングテーマ   |
| 9月22日  | いちご100% キャラクターファイル4 北大路さつき                           | 北大路さつき（小林沙苗）                                                                     | 「想い、ふわり」                                                              | OVA『いちご100%』関連曲                                          |
| 2006年   |                                                                         |                                                                                              |                                                                               |                                                                  |
| 4月7日   | みんなでつくるメモオフCD!! Season 3                                     | 池澤春菜、山本麻里安、小林沙苗、白石涼子、村田あゆみ、井ノ上奈々                             | 「ロマンシングストーリー」                                                    | ゲーム『Memories Offシリーズ』関連曲                             |
| 7月31日  | アニメ店長B'店長候補生 3rd Maxi Single CD『Future Scramble/サテライト』 | 漢声B-Voice                                                                                  | 「Future Scramble」 「サテライト」                                            | 『アニメ店長B'店長候補生』関連曲                                 |
| 7月31日  | アニメ店長B'店長候補生 3rd Maxi Single CD『Future Scramble/サテライト』 | 新渡戸和（小林沙苗）                                                                         | 「Future Scramble」 「サテライト」                                            | 『アニメ店長B'店長候補生』関連曲                                 |
| 2007年   |                                                                         |                                                                                              |                                                                               |                                                                  |
| 2月23日  | 少年陰陽師 キャラクターソング 風雅に響く詩を聴け 春                     | 藤原彰子（小林沙苗）                                                                         | 「明星」                                                                      | テレビアニメ『少年陰陽師』関連曲                                 |
| 5月25日  | 少年陰陽師 キャラクターソング 花鳥風月—白夜—                            | 安倍昌浩（甲斐田ゆき）、藤原彰子（小林沙苗）                                                 | 「螢」                                                                        | テレビアニメ『少年陰陽師』関連曲                                 |
| 6月6日   | サクラ大戦 ニューヨーク・紐育 第2巻特典CD                               | ジェミニ・サンライズ（小林沙苗）、リカリッタ・アリエス（齋藤彩夏）                           | 「夜明け前」                                                                  | OVA『サクラ大戦 ニューヨーク・紐育』第3、4話エンディングテーマ   |
| 10月10日 | 創聖のアクエリオン（エレメント合体Ver.）                                | アポロ（寺島拓篤）、シルヴィア（かかずゆみ）、麗花（小林沙苗）                               | 「創聖のアクエリオン（エレメント合体Ver.）」 「Go Tight! エレメント合体Ver.」 | テレビアニメ『創聖のアクエリオン』関連曲                         |
| 2008年   |                                                                         |                                                                                              |                                                                               |                                                                  |
| 12月17日 | D.Gray-man Original Soundtrack 3                                        | アレン・ウォーカー（小林沙苗）                                                               | 「つないだ手にキスを」                                                        | テレビアニメ『D.Gray-man』挿入歌                                 |
| 2009年   |                                                                         |                                                                                              |                                                                               |                                                                  |
| 6月3日   | マクロスF ドラマCD 娘ドラ◎ドラ3                                         | オズマ・リー（小西克幸）、キャサリン・グラス（小林沙苗）、ボビー・マルゴ（三宅健太）         | 「突撃ラブハート」                                                            | ドラマCD『娘ドラ◎』関連曲                                        |
| 2011年   |                                                                         |                                                                                              |                                                                               |                                                                  |
| 8月10日  | 「聖闘士星矢 THE LOST CANVAS 冥王神話」キャラクターソング アルバム      | 鶴星座のユズリハ（小林沙苗）                                                                 | 「Promise〜君を守るよ〜」                                                     | OVA『聖闘士星矢 THE LOST CANVAS 冥王神話』関連曲                 |
| 2013年   |                                                                         |                                                                                              |                                                                               |                                                                  |
| 4月24日  | Snow Rain〜Unison-trilogy〜                                             | 八神はやて（植田佳奈）、リインフォース（小林沙苗）                                           | 「Snow Rain（Ver.Blessing Wind）」                                            | 劇場版アニメ『魔法少女リリカルなのは The MOVIE 2nd A's』挿入歌   |
| 4月24日  | Snow Rain〜Unison-trilogy〜                                             | リインフォース（小林沙苗）                                                                   | 「Snow Rain（Ver.Eins）」                                                     | 劇場版アニメ『魔法少女リリカルなのは The MOVIE 2nd A's』関連曲   |
| 2014年   |                                                                         |                                                                                              |                                                                               |                                                                  |
| 2月19日  | イナズマイレブンシリーズ5周年記念「本当にありがとう」                   | 木野秋（折笠富美子）、音無春奈（佐々木日菜子）、雷門夏未（小林沙苗）                         | 「流星ボーイ」                                                                | テレビアニメ『イナズマイレブン』関連曲                           |
| 2015年   |                                                                         |                                                                                              |                                                                               |                                                                  |
| 12月30日 | TVアニメ「蒼穹のファフナー EXODUS」キャラクターソングアルバム           | 羽佐間カノン（小林沙苗）                                                                     | 「Kanon」                                                                     | テレビアニメ『蒼穹のファフナー EXODUS』関連曲                    |
| 2019年   |                                                                         |                                                                                              |                                                                               |                                                                  |
| 2月27日  | ソードアート・オンライン アリシゼーション BD・DVD第2巻特典CD            | 結城明日奈（戸松遥）、神代凛子（小林沙苗）                                                   | 「Holding the shadows」                                                       | テレビアニメ『ソードアート・オンライン アリシゼーション』関連曲  |
| 11月20日 | 魔法少女リリカルなのは キャラクターソングコンプリートBOX                | 八神はやて（植田佳奈）、リインフォースI（小林沙苗）                                          | 「いつか逢えるから」                                                          | 劇場版アニメ『魔法少女リリカルなのは The MOVIE 2nd A's』関連曲   |

### その他参加楽曲
| 発売日         | 商品名             | 歌       | 楽曲                   | 備考                                                   |
| -------------- | ------------------ | -------- | ---------------------- | ------------------------------------------------------ |
| 2003年12月10日 | 永遠の祈りを捧げて | 小林沙苗 | 「永遠の祈りを捧げて」 | テレビアニメ『ヤミと帽子と本の旅人』エンディングテーマ |
| 2008年7月7日   | BPM151Tactix       | 小林沙苗 |                        |                                                        |

### シリーズ一覧
1. ↑  第1期（2000年 - 2001年）、TVスペシャル『Champion Road』（2003年4月18日）
2. ↑  第1期（2003年 - 2004年）、第2期『ピュア』（2004年）
3. ↑  第1期（2004年）、第2期『2』（2007年）
4. ↑  『超変身コス∞プレイヤー』（2004年）、『ヒットをねらえ!』（2004年）、『LOVE♥LOVE?』（2004年）
5. ↑  第1期（2005年）、第2期『第二幕』（2007年）
6. ↑  第1期（2005年）、第2期（2006年）
7. ↑  第2期『二籠』（2006年）、第3期『三鼎』（2008年）
8. ↑  第1・2クール『〜オラクルの勇者たち〜』（2006年）、第3・4クール『〜よみがえる太陽〜』（2007年）
9. ↑  第2期『II(Second)』（2007年）、第3期『III-FINAL-』（2012年）
10. ↑  『イナズマイレブン』（2008年 - 2011年）
【イナズマイレブンGO】
第1期（2011年 - 2012年）、第2期『クロノ・ストーン』（2012年）
11. ↑  第1期（2008年）、第2期『続 夏目友人帳』（2009年）、第3期『参』（2011年）、第4期『肆』（2012年）、第5期『伍』（2016年）、第6期『陸』（2017年）、第7期『漆』（2024年）
12. ↑  第1期（2010年）、第2期第1クール『デュラララ!!×2 承』（2015年）、第2期第2クール『デュラララ!!×2 転』（2015年）、第2期第3クール『デュラララ!!×2 結』（2016年）
13. ↑  第1期（2016年）、第2期『-助六再び篇-』（2017年）
14. ↑  『アレスの天秤』（2018年）、続編『オリオンの刻印』（2018年 - 2019年）
15. ↑  前半『アリシゼーション』（2018年 - 2019年）、後半『アリシゼーション War of Underworld』第1クール（2019年）、後半『アリシゼーション War of Underworld』第2クール（2020年）
16. ↑  『DX』（2001年）、『X』（2008年）、『SPECIAL』（2018年）
17. ↑  『Vol.1 再誕』『Vol.2 君想フ声』（2006年）、『Vol.3 歩くような速さで』（2007年）、『Last Recode』（2017年）

### 初出話一覧
1. ↑  第4話初出
2. ↑  第79話初出
3. ↑  第46話初出
4. ↑  第26話初出
5. ↑  第17話初出
6. ↑  第9話初出
7. ↑  第7話初出

### ユニットメンバー
1. 1 2 3  福沢一太（朴璐美）、新渡戸和（小林沙苗）、岩倉シロ（斎賀みつき）、夏目修三郎（皆川純子）
2. ↑  ジェミニ・サンライズ（小林沙苗）、サジータ・ワインバーグ（皆川純子）、リカリッタ・アリエス（齋藤彩夏）、ダイアナ・カプリス（松谷彼哉）、九条昴（園崎未恵）